# Robert Darène
Robert Darène, né le 10 janvier 1914 à Marseille (Bouches-du-Rhône) et mort le 15 janvier 2016 à Mittainville (Yvelines), est un acteur, réalisateur et scénariste de cinéma français.

## Biographie
Robert Darène eut au cinéma surtout des rôles de « troisième couteau » (rôles très secondaires), ou de figurant, entre 1934 et 1959, sauf dans La Route inconnue où il joue le rôle principal. Il fut beaucoup plus reconnu en tant que réalisateur. Après 1962, il se consacrera surtout au théâtre (TNP : Théâtre National Populaire).
À partir des années 2000, il était l'un des doyens du monde du cinéma et du théâtre français. Il meurt cinq jours après son 102e anniversaire en janvier 2016.

## Filmographie

### Réalisateur
- 1951 : Saint-Louis, ange de la paix
- 1954 : Le Chevalier de la nuit
- 1955 : Les Chiffonniers d'Emmaüs
- 1956 : Goubbiah, mon amour
- 1958 : Mimi Pinson
- 1958 : La Bigorne, caporal de France
- 1959 : Houla-Houla
- 1960 : Il suffit d'aimer
- 1963 : La Cage

### Acteur
- 1933 : Une fois dans la vie de Max de Vaucorbeil
- 1936 : Tout va très bien madame la marquise d'Henry Wulschleger
- 1937 : Feu ! de Jacques de Baroncelli
- 1937 : Le Schpountz de Marcel Pagnol
- 1938 : Orage de Marc Allégret
- 1939 : Nord-Atlantique de Maurice Cloche
- 1939 : Brazza ou l'Épopée du Congo de Léon Poirier
- 1945 : Le Moulin des Andes ou Le Fruit mordu de Jacques Rémy
- 1947 : Bethsabée de Léonide Moguy
- 1948 : La Route inconnue de Léon Poirier
- 1952 : Deux de l'escadrille de Maurice Labro
- 1954 : Le Chevalier de la nuit de Robert Darène
- 1955 : Les Chiffonniers d'Emmaüs de Robert Darène
- 1956 : Goubbiah, mon amour de Robert Darène

### Scénariste
Films dont il est le réalisateur :
- 1951 : Saint-Louis, ange de la paix
- 1955 : Les Chiffonniers d'Emmaüs
- 1956 : Goubbiah, mon amour
- 1958 : La Bigorne, caporal de France
- 1962 : La Cage

## Théâtre
- 1938 : Watteau de Marcelle Satias, Théâtre Raymond Duncan

## Publication
- Ma guerre à cheval et mes travellings, autobiographie, 2001